# Josef Merz (Architekt)
Johann Josef Merz (* 16. Januar 1836 in Hägendorf; † 1898) war ein Schweizer Architekt und Politiker im Kanton Bern.

## Leben
Josef Merz begann zum Wintersemester 1854/55 an der Polytechnische Schule Karlsruhe das Studium des Ingenieurfachs. Zum Wintersemester 1855/56 wechselte er an die Polytechnische Schule Zürich. Dort gehörte er am 11. November 1855 neben Manfred Semper und Henry Simon zu den 10 Stiftern des Corps Rhenania. 1857 wechselte er zum Abschluss seines Studiums an die Polytechnische Schule Stuttgart.
Nach dessen Abschluss absolvierte er zunächst in Basel ein Praktikum bei Ludwig Maring, bevor er in Thun ein eigenes Büro eröffnete und Bauunternehmen gründete. Neben diesen unternehmerischen Tätigkeiten arbeitete er als Experte der kantonalen Gebäudeversicherung.
Politisch engagierte er sich als Gemeinderat in Thun und als Berner Grossrat.